# Amt Sankt Andreasberg
Das Amt Sankt Andreasberg war ein historisches Verwaltungsgebiet des Königreichs Hannover.

## Geschichte
Die Verwaltung des Oberharz oblag noch bis nach dem Wiener Kongress den Bergämtern Clausthal und Zellerfeld bzw. der ihnen übergeordneten Berghauptmannschaft. 1818 wurde das Bergamt Zellerfeld aufgehoben und sein Bezirk dem Bergamt Clausthal angeschlossen. 1841 wurden die Gerichts- und Verwaltungsbefugnisse des Berg- und Forstamts auf die neu geschaffenen Berg- und Stadtgerichte in Clausthal und Zellerfeld übertragen, die als Justizunterbehörden der Justizkanzlei Göttingen und als Verwaltungsbehörden der Berghauptmannschaft unterstellt waren. Im Zuge der Trennung von Justiz und Verwaltung (1852) wurde das Amt St. Andreasberg mit dem Sprengel des bisherigen Berg- und Stadtgerichts Clausthal neu gebildet. Bereits 1859 wurde es mit dem Amt Zellerfeld und der bisher amtsfreien Stadt Clausthal zum Amt Zellerfeld zusammengefasst, mit dem es 1885 im Kreis Zellerfeld aufging.

## Umfang
Bei seiner Aufhebung (1859) umfasste das Amt folgende Gemeinden:
- Lonau
- Lonauer Hammerhüte
- Sankt Andreasberg
- Sieber

- Karte mit allen verlinkten Seiten:
- OSM |
- WikiMap

## Amtmänner
- (1818) 1842–1850: Christian Wilhelm Brüel, Bergrat
- 1852: Johann Heinrich August Hermann Stuckenschmidt, Amtsassessor, Ablösungskommissar
- 1853–1855: Johann Friedrich Theodor Meyer, Amtsassessor (auftragsweise)
- 1855–1859: Adolf Michaelis, Amtsassessor (auftragsweise)